# 新野新
新野 新（しんの しん、1935年〈昭和10年〉2月23日 - ）は放送作家。大阪府大阪市出身。1973年放送作家集団「ペン企画」代表。心斎橋大学総長。独身。大阪市在住。

## 来歴・人物
- 実家は氷屋。早稲田大学第一文学部英文学科卒業[1]。卒業後は東宝テレビ部に入社。演劇、見世物などのショーの興行も行っていた北野劇場に入り、演出助手を務める。その後は演出を務める様になり、金井克子、ミヤコ蝶々他 出演のミュージカル『0の街』の演出・脚本などを手掛けた[1]。1960年代中期頃から、テレビのコメディ番組の放送作家として活動する様になり、関西を中心にしたお笑い、バラエティ番組を中心に放送作家として活動。後に東宝を退社。
- 大阪府立東住吉高等学校の芸能文化科 非常勤講師を務めている。
- ラジオ番組のパーソナリティを初めて務めたのは1966年スタートの『オーサカ・オールナイト 夜明けまでご一緒に』（ラジオ大阪、土曜日）で1968年まで務めた。この時から「チョチョまう」などの独特の言葉を番組中で発していた[1]。その後は1978年に放送開始した、ラジオ大阪の深夜番組『鶴瓶・新野のぬかるみの世界』のパーソナリティで脚光を一躍浴びた。それ以後はテレビ番組の司会、コメンテーターとして活躍。
- 初期の代表作は演出の澤田隆治に誘われ、脚本を担当したコメディ番組『ミニミニ社員』（朝日放送（ABCテレビ）1970年）である。
- 『ぬかるみの世界』の放送中で『Dr.スランプ』を「ディア・スランプ」、LAWSONを「レイソン」と読み間違えたことがある[3]。
- 『ぬかるみの世界』では新野の自宅が「魔の館」と呼ばれていたことがあった[4]。
- 山田洋次と対談した際、手持ち無沙汰だった山田が新野の名刺を折って破ってしまったことがあり（山田に悪意はなかったが）、山田に対しては以後、悪印象しかない。
- 2000年から2010年にかけてオール新人漫才ライブ「笑わん会」をプロデュースし、歴代の最優秀賞受賞者にはダイアン、天竺鼠、ミサイルマン、マラドーナ（現スーパーマラドーナ）、さらば青春の光などがいる[5]。

## 主な弟子たち
- 宇野宇 （「うの う」。一番弟子）
- 白尾城 （「しらお しろ」。二番弟子。東洋大学附属姫路高等学校卒業）
- 鹿島我 （「かしま が」。三番弟子）
- 宮内見 （「みやうち み」。四番弟子）
- 上地茂晴（吉本超合金などを手掛けた構成作家）
- いちご姫
- 久保田磨希
- わんぱく戦士達
  - シンデレラエキスプレスの渡辺裕薫とはミナミのど真ん中ホールの杮落としで漫才を行なった。

## 現在の出演番組
- トークへ行きたい（USTREAM）
- なにわのアクティブシニアに聞く　新野 新さん編（ATCエイジレスセンター）

## 過去の主な出演作品

### テレビ
- 新・たかじんが来るぞ（毎日放送）
- たかじんONEMAN（毎日放送）
- 金ロマン人生いろいろ（フジテレビ・関西テレビ）※共同制作
- 痛快!知らぬはオトコばかりなり（フジテレビ・関西テレビ）※共同制作
- ナイトinナイト（朝日放送）
- 晴れ時々たかじん（朝日放送）
- 笑福亭鶴瓶のぬかるみなヤツ 大爆笑!作家・新野新とは（テレビ朝日）[6]
- 今夜なに色?（読売テレビ）

ほか

### ラジオ
- 新野新のウダのウダ（ラジオ関西）- 1995年4月 -
- 日産ミュージック・ギャラリー ポップ対歌謡曲（ABCラジオ） - 木曜日パーソナリティ
- リンゴ・モモコのハイ!ひるごはん（ABCラジオ）
- こちら青春放送局（KBS京都ラジオ）
- MBSセスナフライングスタジオ（MBSラジオ） - 水曜日コメンテーター
- 結婚しようよ!（MBSラジオ） - 1972年10月14日 - 1973年4月14日
- パ・じゃま〜新野新がくるぞぉ〜（MBSラジオ） - 1994年
- オーサカ・オールナイト 夜明けまでご一緒に!（ラジオ大阪）[1] - 土曜日パーソナリティ
- みんなでみんなでリクエスト バンザイ!歌謡曲（ラジオ大阪）
- 上方漫才の道（ラジオ大阪）[1]
- 鶴瓶・新野のぬかるみの世界（ラジオ大阪）[1]
- ～ジオン・イン・ザ・ヌーン～新野新のわが愛しき女たちよ（FM大阪）

ほか

## 著書
- 上方タレント101人
- 『父のくしゃみ』プラザ、1987年6月3日。
- タイのタイ
- 笑ほど素敵な商売はない
- ポンコの憂鬱

など